# 季布羅瓦 (克列梅涅茨區)
50°2′40″N 25°31′40″E / 50.04444°N 25.52778°E
季布羅瓦（烏克蘭語：Діброва），是烏克蘭的村落，位於該國西部捷爾諾波爾州，由克列梅涅茨區負責管轄，始建於1983年，面積0.4平方公里，2001年人口160，人口密度每平方公里403人。